# Erlikosaurus
Erlikosaurus andrewsi
Genre
Espèce
Erlikosaurus est un genre de dinosaures théropodes de la famille des Therizinosauridae et représenté uniquement par son espèce type, Erlikosaurus andrewsi.

## Description
Erlikosaurus andrewsi mesurait 6 m de long[réf. nécessaire]. Il présentait un bec édenté[réf. nécessaire], et les griffes de ses pattes avant étaient d'une taille inhabituelle pour un théropode.